# 1992 en physique
Cet article présente les faits marquants de l'année 1992 en physique.

## Prix
- Prix Nobel de physique : Georges Charpak pour son invention et sa mise au point de détecteurs de particules, en particulier la chambre proportionnelle multifils[1].

- Prix Wolf de physique : Joseph Hooton Taylor pour sa découverte d'un pulsar radio en rotation et son exploitation pour vérifier avec une grande précision la théorie de la relativité générale[2].
- Médaile Hughes : Michael John Seaton[3]
- Prix Sakurai : Lincoln Wolfenstein (en)[4]

## Décès

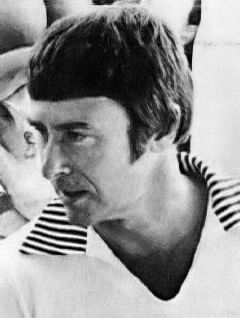
Gerard K. O'Neill.

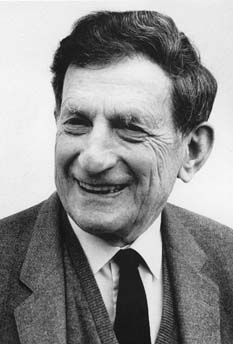
David Bohm.

- 13 février[5] : Nikolaï Bogolioubov (né en 1909), mathématicien et un physicien russe.
- 25 février[6] : Marcel Migeotte (né en 1912), astrophysicien belge.
- 16 mars[7] : Yves Rocard (né en 1903), physicien français.
- 25 mars : Florence van Straten (née en 1913), chimiste et physicienne de l'atmosphère américaine.
- 20 avril[8] : Llewellyn Thomas (né en 1903), physicien et mathématicien appliqué britannique.
- 27 avril[9] : Gerard K. O'Neill (né en 1927), physicien américain.
- 28 avril[10] : Pierre Biquard (né en 1901), physicien français.
- 4 juillet[11] : Francis Perrin (né en 1901), physicien français.
- 27 octobre[12] : David Bohm (né en 1917), physicien américain.